# Liste der Justizvollzugsanstalten in Nordrhein-Westfalen
Die Liste der Justizvollzugsanstalten in Nordrhein-Westfalen führt bestehende und ehemalige Justizvollzugsanstalten im Land Nordrhein-Westfalen auf. 

## Justizvollzugsanstalten
| Justizvollzugsanstalt                         | Ort                 | Inbetriebnahme | Belegungsfähigkeit | Bemerkungen | Bild |
| --------------------------------------------- | ------------------- | -------------- | ------------------ | --- | ---- |
| Justizvollzugsanstalt Aachen                  | Aachen              | 1994           | 684                | Erwachsene männliche Strafgefangene und Untersuchungsgefangene |      |
| Justizvollzugsanstalt Attendorn               | Attendorn           | 1968           | 270                | |      |
| Justizvollzugsanstalt Bielefeld-Brackwede     | Bielefeld-Brackwede | 1977           | 551                | |      |
| Justizvollzugsanstalt Bielefeld-Senne         | Bielefeld-Senne     | 1907           | 1676               | |      |
| Justizvollzugsanstalt Bochum                  | Bochum              | 1897           | 861                | |      |
| Sozialtherapeutische Anstalt Bochum           | Bochum              | 2020           | knapp 80           | |      |
| Justizvollzugsanstalt Bochum-Langendreer      | Bochum-Langendreer  | 1968           | 204                | |      |
| Jugendarrestanstalt Bottrop                   | Bottrop             |                |                    | |      |
| Justizvollzugsanstalt Castrop-Rauxel          | Castrop-Rauxel      | 1968           | 588                | |      |
| Justizvollzugsanstalt Detmold                 | Detmold             | 1961           | 160                | |      |
| Justizvollzugsanstalt Dortmund                | Dortmund            | 1903           | 421                | |      |
| Justizvollzugsanstalt Duisburg-Hamborn        | Duisburg-Hamborn    |                |                    | |      |
| Justizvollzugsanstalt Düsseldorf              | Düsseldorf          | 1893           | 850                | |      |
| Jugendarrestanstalt Düsseldorf                | Düsseldorf          |                |                    | |      |
| Justizvollzugsanstalt Essen                   | Essen               | 1911           | 528                | |      |
| Jugendarrestanstalt Essen                     | Essen               |                |                    | |      |
| Justizvollzugsanstalt Euskirchen              | Euskirchen          | 1996           | 459                | |      |
| Justizvollzugsanstalt Geldern                 | Geldern             | 1979           | 679                | |      |
| Justizvollzugsanstalt Gelsenkirchen           | Gelsenkirchen       | 1998           | 620                | |      |
| Sozialtherapeutische Anstalt Gelsenkirchen    | Gelsenkirchen       | 1975           | 57                 | 2020 Umzug nach Bochum |      |
| Justizvollzugsanstalt Hagen                   | Hagen               | 1923           |                    | |      |
| Justizvollzugsanstalt Hamm                    | Hamm                | 1930           | 175                | |      |
| Justizvollzugsanstalt Heinsberg               | Heinsberg           |                | 566                | |      |
| Justizvollzugsanstalt Herford                 | Herford             | 1883           | 355                | Zweitgrößte der vier Strafanstalten des geschlossenen Vollzugs für Jugendliche in Nordrhein-Westfalen. Freiheitsstrafen im Jugendvollzug und Untersuchungshaft bei Jugendlichen und Heranwachsenden, für den Oberlandesgerichtsbezirk Hamm sowie für die Landgerichtsbezirke Bielefeld, Detmold, Dortmund, Essen, Münster und Paderborn. |      |
| Justizvollzugsanstalt Hövelhof                | Hövelhof            | 1948           | 232                | |      |
| Justizvollzugsanstalt Iserlohn                | Iserlohn            | 1970           | 292                | |      |
| Justizvollzugsanstalt Kleve                   | Kleve               | 1915           | 234                | |      |
| Justizvollzugsanstalt Köln                    | Köln                | 1969           | 1171               | |      |
| Jugendarrestanstalt Lünen                     | Lünen               |                |                    | |      |
| Justizvollzugsanstalt Moers-Kapellen          | Moers-Kapellen      | 1984           | 362                | |      |
| Justizvollzugsanstalt Münster                 | Münster             | 1853           | 600                | |      |
| Justizvollzugskrankenhaus Nordrhein-Westfalen | Fröndenberg         | 1984           | 236 Betten         | |      |
| Justizvollzugsanstalt Remscheid               | Remscheid           | 1906           | 557                | |      |
| Jugendarrestanstalt Remscheid                 | Remscheid           |                |                    | |      |
| Justizvollzugsanstalt Rheinbach               | Rheinbach           | 1914           | 554                | |      |
| Justizvollzugsanstalt Schwerte                | Schwerte            | 1971           | 364                | |      |
| Justizvollzugsanstalt Siegburg                | Siegburg            | 1896           | 544                | |      |
| Justizvollzugsanstalt Werl                    | Werl                | 1906           | 1034               | |      |
| Jugendarrestanstalt Wetter                    | Wetter (Ruhr)       |                |                    | |      |
| Justizvollzugsanstalt Willich I               | Willich             | 1905           | 611                | Zweiganstalt Krefeld, Zweiganstalt Mönchengladbach, Zweiganstalt Mönchengladbach-Giesenkirchen |      |
| Justizvollzugsanstalt Willich II              | Willich             |                | 264                | |      |
| Justizvollzugsanstalt Wuppertal-Ronsdorf      | Ronsdorf            | 2011           | 510                | |      |
| Justizvollzugsanstalt Wuppertal-Vohwinkel     | Vohwinkel           | 1980           | 517                | |      |

## Ehemalige Justizvollzugsanstalten
| Justizvollzugsanstalt             | Ort    | Inbetriebnahme | Schließung | Bemerkungen                                                  | Bild |
| --------------------------------- | ------ | -------------- | ---------- | ------------------------------------------------------------ | ---- |
| Alte Justizvollzugsanstalt Aachen | Aachen |                |            | Adalbertsteinweg                                             |      |
| Justizvollzugsanstalt Büren       | Büren  |                |            | heute Unterbringungseinrichtung für Ausreisepflichtige Büren |      |